# 凱納爾賈市鎮
43°58′N 27°31′E / 43.967°N 27.517°E
凱納爾賈市，是保加利亞的城鎮，位於該國東北部，由錫利斯特拉州負責管轄，首府設於凱納爾賈，面積314.96平方公里，2009年人口5,250，人口密度每平方公里16.7人。